# Lebesby
Lebesby (Samisch: Davvesiida) is een gemeente in de Noorse provincie Finnmark. De gemeente telde 1.215 inwoners in januari 2024.

## Plaatsen in de gemeente
- Kjøllefjord

Alta · Båtsfjord · Berlevåg · Gamvik · Hammerfest · Hasvik · Karasjok · Kautokeino · Lebesby · Loppa · Måsøy · Nesseby · Nordkapp · Porsanger · Sør-Varanger · Tana · Vadsø · Vardø